# Браун, Донна (баскетболистка)
Донна Браун (англ. Donna Brown; в девичестве Куинн (англ. Quinn); род. 12 октября 1963 года, Питтсуорт, Квинсленд, Австралия) — австралийская профессиональная баскетболистка, выступала в женской национальной баскетбольной лиге (ЖНБЛ). Чемпионка ЖНБЛ в сезоне 1990 года. Играла на позиции лёгкого форварда.
В составе национальной сборной Австралии она принимала участие в Олимпийских играх 1984 года в Лос-Анджелесе, Олимпийских играх 1988 года в Сеуле и на чемпионате мира 1986 года в СССР.

## Ранние годы
Донна Браун родилась 12 октября 1963 года в небольшом городке Питтсуорт (штат Квинсленд).